# Цигль, Марсель
Марсель Цигль (нем. Marcel Ziegl; род. 20 декабря 1992, Зеевальхен-ам-Аттерзее, Верхняя Австрия) — австрийский футболист, полузащитник клуба «Рид».

## Клубная карьера
Цигль начал профессиональную карьеру в клубе «Рид». 29 ноября 2008 года в матче против ЛАСК он дебютировал в австрийской Бундеслиге. В 2011 году Марсель помог команде завоевать Кубок Австрии. 15 сентября 2012 года в поединке против зальцбургского «Ред Булла» он забил свой первый гол за «Рид».

## Международная карьера
В 2011 году в составе молодёжной сборной Австрии Цигль принял участие в молодёжном чемпионате мира в Колумбии. На турнире он сыграл в матче против команды Бразилии.

## Достижения
«Рид»
- Обладатель Кубка Австрии — 2010/2011